# Муйла Мирослав Миколайович
Муйла Мирослав Миколайович (Псевдо: Лилик; 1923, с. Тустановичі (тепер — частина м. Борислава), Львівська область — 29 березня 1948, с. Губичі (тепер — частина м. Борислава), Львівська область) — лицар Золотого хреста бойової заслуги 1 класу.

## Життєпис
Стрілець боївки СБ Дрогобицького районного проводу ОУН (?-03.1948). Бойовик СБ Дрогобицького надрайонного проводу ОУН (?).

## Нагороди
- Згідно з Постановою УГВР від 25.07.1950 р. і Наказом Головного військового штабу УПА ч. 2/50 від 30.07.1950 р. бойовик СБ Дрогобицького надрайонного проводу ОУН Мирослав Муйла — «Лилик» нагороджений Золотим хрестом бойової заслуги 1 класу.

## Вшанування пам'яті
- 27.10.2017 р. від імені Координаційної ради з вшанування пам'яті нагороджених Лицарів ОУН і УПА у м. Дрогобич Львівської обл. Золотий хрест бойової заслуги 1 класу (№ 010) переданий Ігорю Муйлі, племіннику Мирослава Муйли — «Лилика».